# 범어사 석등
부산 범어사 석등(釜山 梵魚寺 石燈)은 부산광역시 금정구 범어사로 2에 있는 남북국 시대 신라의 범어사석등이다. 1972년 6월 26일 부산광역시의 유형문화재 제16호로 지정되었다.

## 개요
범어사 안에 있는 석등이다. 석등은 보통 금당이나 탑 앞에 두는데, 이 석등도 원래는 용화전(龍華殿) 앞에 있던 것을 일제시대에 절내의 종루와 그 자리를 바꿔놓은 것이다.
석등은 3단의 받침 위에 불을 밝혀두는 화사석(火舍石)과 지붕돌을 올린 일반적인 형태로, 각 부재가 8각을 이루고 있다. 받침부분은 가운데기둥을 사이에 두어 아래받침돌에는 엎어놓은 연꽃무늬를, 윗받침돌에는 솟아오르는 연꽃무늬를 새겨 대칭적으로 표현하였다. 화사석은 4면에 네모난 창을 두었는데 창의 가장자리마다 창문을 달았던 10개의 구멍흔적이 남아있다. 지붕돌은 여덟 귀퉁이가 살짝 들려있고, 꼭대기에는 네모난 노반(露盤:머리장식받침)위로 보주(寶珠:꽃봉오리모양의 장식)가 남아 머리장식을 하고 있다.
후대에 보수한 받침의 가운데기둥이 빈약하고, 윗받침돌이 두터워서 서로 조화를 이루지 못하고 불안정하다. 전하는 말에 의하면 의상대사가 범어사삼층석탑(보물 제250호)을 세운지 3년 후인 통일신라 문무왕 18년(678)에 만들었다고 하나 양식적인 특징으로 보아 9세기경인 통일신라 후기에 세운 것으로 추정된다.

## 참고 자료
- 부산 범어사 석등 - 국가유산청 국가유산포털